# 小松くん日和
『小松くん日和』（こまつくんびより）は、椿あすによる日本の漫画作品。『ガンガンパワード』（スクウェア・エニックス）で2007年No.6から休刊の2009年4月号まで連載、休刊後は同社のウェブコミック配信サイト『ガンガンONLINE』へ移籍し、2009年4月23日更新分から2009年10月22日更新分まで連載。フェレットの「小松くん」との日々を描いた作品。

## 書誌情報
- 椿あす 『小松くん日和』 スクウェア・エニックス〈ガンガンコミックスONLINE〉、2010年2月22日初版発行（同日発売）、ISBN 978-4-7575-2805-5